# Helmond (stacja kolejowa)
Helmond – stacja kolejowa w Helmond, w prowincji Brabancja Północna, w Holandii. Znajduje się tu 1 peron. Stacja została otwarta 1 października 1866.

## Historia
Pierwsza stacja została istniała od 1864 do 1987 roku. Był to standard stacji typu 4. Ten typ stacji został zastosowany w mniejszych miejscowościach. Budynek był wysoki w szczycie i prostokątny w środku. Architektura stacji nawiązuje do stacji w Bredzie.
Już w 1876 przyszła pierwsza konwersja. Dwa długie skrzydła były chude. W 1911 skrzydła zostały przedłużone.
W 1987 zbudowana została nowa stacja. Ta stacja ma wspierany szkielet, w którym dokonano instalacji pakietów.

## Położenie
Stacja znajduje się na placu dworcowym (hol Stationsplein), w pobliżu centrum. Na placu znajduje się dworzec autobusowy. Z dworca spacerem można się dostać do centrum Helmond.
Oprócz dworca autobusowego znajduje się tu zarówno strzeżony parking dla samochodów i rowerów. Istnieje również Q-Park parking na północno-wschodniej stronie torów, z tyłu budynku.
| Helmond                         |  |                                   |
| Linia Venlo – Eindhoven (38 km) |  |                                   |
| Helmond 't Houtodległość: 3 km  |  | Helmond Brouwhuis odległość: 2 km |